# Balbina Pi i Olivella
|  | Aquest article és sobre l'actriu Balbina Pi i Olivella. Per a la dirigent anarcosindicalista, vegeu Balbina Pi i Sanllehy. |

Balbina Pi i Olivella (Barcelona, maig de 1849 - Sant Gervasi de Cassoles, Barcelonès, agost de 1896) va ser una actriu de teatre catalana de la segona meitat del segle xix.
Filla de Joan Pi i Monteis, natural de Barcelona, actor dramàtic, i de Cristina Olivellas i Oriol, natural de Reus. El seu germà Juli va ser un conegut titellaire.
Debutà a sis anys al Teatre del Prado Catalán amb aficionats de l'Orfeó Barcelonès. El gener del 1866 l'actor i director teatral Gervasi Roca va descobrir-la i la incorporà a la companyia del Teatre Romea, on actuà com a primera dama jove al costat dels grans actors que s'hi traslladaren des de l'Odeon –els de la secció La Gata, en gran part– fins a la temporada de 1872-1873.
El març del 1873 es casà i va abandonar l'escena, fins que Gervasi Roca la incorporà de nou, almenys momentàniament, al teatre. En aquells anys actuà al Teatre del Prado Catalán, el 1875, al Principal de Tarragona, el 1876, o al Teatre dels Camps Elisis i el Teatre de la Princesa de València, l'any 1878. També treballà amb la companyia Tutau-Mena a partir del 1880. Les seves aparicions als escenaris van ser, però, esporàdiques.
Retirada de la primera línia, va seguir treballant en teatres petits com el Tívoli (1881-1882, amb Manuel Giménez) i l'Olimp (1882-1884), així com en les societats particulars que albergaven, com la Tertúlia Catalana, la Sociedad Tamayo o el Círculo Lírico-dramático, fins al 1885, en què es retirà definitivament.

## Trajectòria professional
- 1865, 7 de juliol. En el paper de Marieta a l'obra La capital de l'imperi d'Andreu Brasés. Estrenada al Teatre de Varietats de Barcelona.
- 1865, 13 de desembre. En el paper de Donya Pepa a l'obra Tants caps, tants barrets, d'Eduard Vidal i de Valenciano. Estrenada al Teatre Romea de Barcelona.
- 1865, 13 de desembre. En el paper de Rosalia a l'obra L'ajuda de Déu de Francesc de Sales Vidal. Estrenada al Teatre Romea de Barcelona.
- 1866, generː L'ase d'en Mora, d'Eduard Vidal i Valenciano.
- 1866, 24 de gener. En el paper de Pauleta a l'obra Sistema Raspail, de Modest Busquets. Estrenada al Teatre Romea de Barcelona.
- 1866, 13 febrer. Digna de Déu, de Joaquim Asènsio d'Alcàntara. Teatre Romea.
- 1866, 21 febrer. La muller que fa per casa, de Pedro A. Ventalló. Teatre Romea. Secció Catalana.
- 1866, 12 de març. En el paper de Tresona a l'obra Cada ovella amb sa parella, de Bartomeu Carcassona. Estrenada al Teatre Romea de Barcelona.
- 1866, 14 març. La noia de l'Empordà, de Josep Vancells Marquès. Teatre Romea.
- 1866, 3 d'abril. En el paper de Maria a l'obra Reus, París i Londres, de Marçal Busquets. Estrenada al Teatre Romea de Barcelona.
- 1866, 16 d'abril. En el paper d'Elena a l'obra La mà del cel, de Francesc de Sales Vidal. Estrenada al Teatre Romea de Barcelona.
- 1866, abril. Cada un per on l'enfila, d'Eduard Vidal i Valenciano.
- 1866, 13 juny. Les ametlles d'Arenys, de J. M. Arnau. Teatre del Prado Catalán.
- 1866, 7 juliol. La capital de l'Imperi, d'Andreu Brasés. Teatre Varietats. Cia. de Lleó Fontova.
- 1866, 30 de juliol. En el paper de Maria a l'obra O rei o res!, de Frederic Soler i d'Enric Carreras (un pseudònim de Frederic Soler). Estrenada al Teatre de Varietats de Barcelona.
- 1866, 31 d'octubre. En el paper de Clara, 20 anys a l'obra L'incendi d'Hostalric, de Bartomeu Carcassona i Ramon Mora. Estrenada al Teatre Romea de Barcelona.
- 1866, 5 de desembre. En el paper de Josepet a l'obra Mistos, de Joaquim Asensio de Alcántara. Estrenada al Teatre Romea de Barcelona.
- 1866, 19 desembre. La creu de plata, de Francesc P. Briz. Teatre Romea.
- 1867, 6 de març. En el paper de Roseta a l'obra Misteris del mar, de Josep Vancells i Marquès. Estrenada al Teatre Romea de Barcelona.
- 1867, 6 de maig. En el paper de Maria a l'obra Qui de sa casa no es cuida!..., de Teodor Baró. Estrenada al Teatre Romea de Barcelona.
- 1868, 2 de març. En el paper de Carmeta, filla d'Ignasi, 19 anys, a l'obra No es pot dir blat..., de Narcís Campmany. Estrenada al Teatre del Prado Català de Barcelona.
- 1868, 29 de setembre. En el paper de Sileta a l'obra La Sileta de Gelida, de Francesc de Sales Vidal. Estrenada al Teatre Romea de Barcelona.
- 1868, 8 d'octubre. En el paper d'Isabel a l'obra Les francesilles, de Frederic Soler. Estrenada al Teatre Romea de Barcelona.
- 1868, 29 octubre. La Sileta de Gelida, de Francesc de S. Vidal. Teatre Romea. Teatre Català.
- 1868, 7 de novembre. En el paper de Marieta a l'obra Un parell de caputxins,o, el crit de la llibertat, de Francesc de Sales Vidal. Estrenada al Teatre Romea de Barcelona.
- 1868, 12 de novembre. En el paper de Donya Carmeta a l'obra A so de tabals, de Teodor Baró. Estrenada al Teatre Romea de Barcelona.
- 1868, 21 de novembre. En el paper de Quimet, grumet de guerra a l'obra El gat de mar, d'Antoni Ferrer i Codina. Estrenada al Teatre Romea de Barcelona.
- 1868, 15 de desembre. En el paper de Matilde a l'obra Un agregat de boigs, de Ramon Bordas. Estrenada al Teatre Romea de Barcelona.
- 1869, 12 de gener. En el paper de Lluïsa a l'obra Le pubilles i els hereus, de Josep Maria Arnau. Estrenada al Teatre Romea de Barcelona.
- 1869, 25 de gener. En el paper de Rosita de l'obra Don Gervasi, de Francesc de Sales Vidal. Estrenada al Teatre Romea de Barcelona.
- 1869, 5 de febrer. En el paper de Tecla a l'obra Les tres alegries, de Josep Maria Arnau. Estrenada al Teatre Romea de Barcelona.
- 1869, 10 d'abril. En el paper d'Agneta a l'obra Àngels de Déu!, de Bartomeu Carcassona. Estrenada al Teatre Romea de Barcelona.
- 1869, 7 de setembre. En el paper d'Esperança a l'obra La bala de vidre, de Frederic Soler. Estrenada al Teatre Romea de Barcelona.
- 1869, 21 de setembre. En el paper de Clareta a l'obra L'hereu de l'apotecari, d'Antoni Aymat. Estrenada al Teatre Romea de Barcelona.
- 1869, 7 octubre. La bala de vidre, de Frederic Soler. Teatre Romea. Teatre Català.
- 1869, 12 de novembre. En el paper de Gràcia a l'obra Els càntirs de Vilafranca, de Frederic Soler. Estrenada al Teatre Romea de Barcelona.
- 1869, 12 novembre. A so de tabals, de Teodor Baró. Teatre Romea. Teatre Català.
- 1869, 30 novembre. En el camp i en la ciutat, de J. M. Arnau. Teatre Romea. Teatre Català.
- 1870, 11 abril. Tres i la Maria sola, de Narcís Campmany. Teatre Romea. Teatre Català.
- 1871, 17 de gener. En el paper de Tula a l'obra A bord i a terra, de Josep Maria Arnau. Estrenada al Teatre Romea de Barcelona.
- 1871, 23 de gener. En el paper de Filomena a l'obra La casaca i la casulla, o sia, un ciri trencat, de Frederic Soler. Estrenada al Teatre Romea de Barcelona.
- 1871, 11 abril. La flor de la muntanya, de Ramon Bordas Estragués. Teatre Romea. Teatre Català.
- 1871, 21 d'abril. En el paper de Cristina, 18 anys a l'obra Els Tres Tombs, de Narcís Campmany. Estrenada al Teatre Romea de Barcelona.
- 1871, 14 de novembre. En el paper de Maria a l'obra El rector de Vallfogona, de Frederic Soler. Estrenada al Teatre Romea de Barcelona.
- 1872, 24 de gener. En el paper de Roseta a l'obra A torna jornals, d'Andreu Brasés. Estrenada al Teatre Romea de Barcelona.
- 1872, 16 d'abril. En el paper de Ramona a l'obra L'àngel de la guarda, de Frederic Soler. Estrenada al Teatre Romea de Barcelona.
- 1875, 8 agost. La ferida al cor, de Gervasi Roca i Roca. Prado Catalán.
- 1877, 16 abril. Gent de Barri, de Bartomeu Carcassona. Gran Teatre del Liceu. Cia. de Gervasi Roca.
- 1877, 12 maig. Com succeeix moltes vegades, de Bartomeu Carcassona. Gran Teatre del Liceu. Cia. de Gervasi Roca.
- 1880, 2 setembre. Del ball al bany, de Pere A. Torres. Teatre del Bon Retir.
- 1880, 15 juliol. Vots són triumfos, d'Eduard Aulés. Teatre del Bon Retir.
- 1885, 2 de maig. En el paper de Pepeta a l'obra El sacerdoci del magisteri, de Bartomeu Carcassona. Estrenada al Teatre del Bon Retir de Barcelona, Cia. d'Antoní Grifell.[4]